# Dead Space (fumetto)
Dead Space è una miniserie a fumetti in sei uscite, pubblicata in collaborazione con la Image Comics dal 3 marzo 2008, illustrata da Ben Templesmith e scritta da Antony Johnston (anche sceneggiatore del gioco omonimo).
Viene narrato il prequel alla vicenda sia del film che del videogioco, ambientato sul pianeta Aegis 7 dove viene trovato uno strano artefatto che infetterà tutta la colonia (il Marchio). Al momento in Italia è uscito in 3 numeri con la rivista Master Console tra agosto e ottobre 2008. Tutti i fumetti sono stati pubblicati all'interno del titolo per Wii Dead Space: Extraction, sbloccabili con l'avanzare della storia principale.